# 77P/Longmore
77P/Longmore, komet Jupiterove obitelji. 